# Evangelische Kirche (Harreshausen)

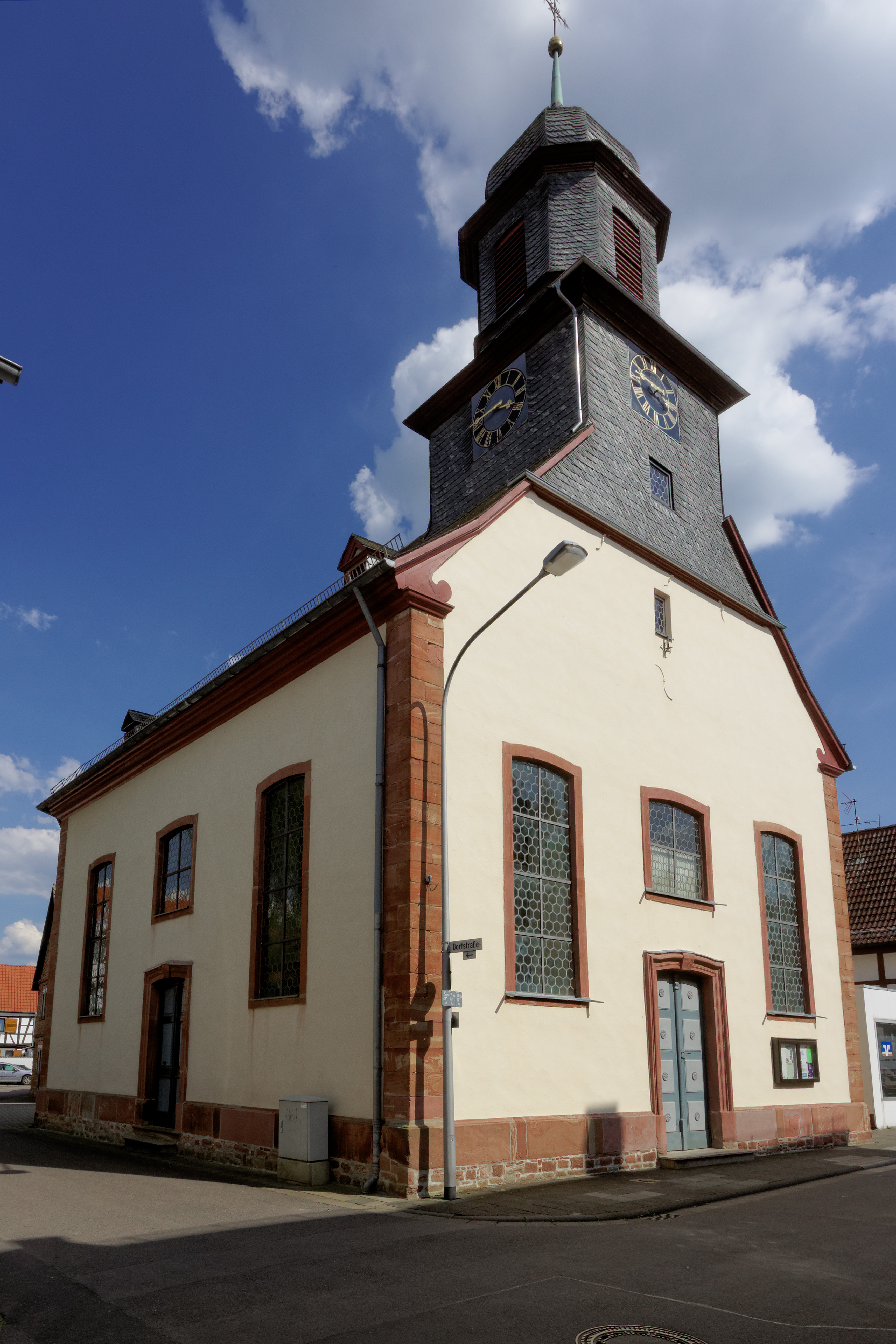
Evangelische Kirche (Harreshausen)

Die Evangelische Kirche Harreshausen ist ein denkmalgeschütztes Kirchengebäude in Harreshausen, einem Ortsteil der Gemeinde Babenhausen im Landkreis Darmstadt-Dieburg in Hessen. Die Kirchengemeinde gehört zum Dekanat Vorderer Odenwald in der Propstei Starkenburg der Evangelischen Kirche in Hessen und Nassau.

## Beschreibung
Die Saalkirche wurde 1784/85 gebaut. Das Kirchenschiff hat einen dreiseitigen Schluss im Osten. Aus dem Satteldach erhebt sich über dem Giebel im Westen ein schiefergedeckter Dachturm, der die Turmuhr beherbergt. Darauf sitzt ein achteckiger Aufsatz, hinter dessen Klangarkaden sich der Glockenstuhl befindet. Der Innenraum hat Emporen an drei Seiten. 
Die Orgel mit zehn Registern, zwei Manualen und Pedal wurde 1910 von Heinrich Bechstein in einem klassizistischen Prospekt von Gottlieb Oberndörfer gebaut.